# Transistorgrundschaltungen
Die Grundschaltungen einer Verstärkerstufe sind nach der Elektrode benannt, welche auf einem fest definierten elektrischen Potential liegt. Das ist jene Elektrode, die Eingangs- und Ausgangskreis gemein ist. Im Falle eines Bipolartransistors mit seinen drei Elektroden Emitter, Kollektor und Basis ergeben sich so die Emitterschaltung, die Kollektorschaltung und die Basisschaltung. Aufgrund ihrer Eigenschaften wird die Kollektorschaltung meistens Emitterfolger genannt. Die Transistor-Grundschaltungen unterscheiden sich prinzipiell in ihren elektrischen Eigenschaften und daher im Verwendungszweck.

## Übersicht
| Bipolar- Transistor    | Emitterschaltung common emitter       | Kollektorschaltung (Emitterfolger) common collector (emitter follower) | Basisschaltung common base       |
| Feldeffekt- Transistor | Sourceschaltung common source         | Drainschaltung (Sourcefolger) common drain (source follower)           | Gateschaltung common gate        |
| Elektronen- röhre      | Kathodenbasisschaltung common cathode | Anodenbasisschaltung (Kathodenfolger) common plate (cathode follower)  | Gitterbasisschaltung common grid |

Transistorgrundschaltungen (Emitter-, Kollektor-, Basis-Grundschaltung)

Die in einem Gerät wie etwa einem Audioverstärker enthaltene Anordnung einer Vielzahl von elektronischen Grundbausteinen lässt sich (zumindest gedanklich) in Dutzende der hier beschriebenen Grundschaltungen unterteilen. Die Gesamtfunktion ergibt sich aus der Kombination und dem Zusammenspiel der einzelnen Grundschaltungen.
Im Folgenden werden die Grundschaltungen mit Bipolartransistoren ausführlicher beschrieben. Statt mit Bipolartransistoren können die beschriebenen analogen Schaltungen auch mit Feldeffekttransistoren (FET) bzw. Elektronenröhren realisiert werden. Die Eigenschaften der entsprechenden Schaltungen sind zwar nicht identisch, ähneln sich jedoch wegen der gleichen zugrundeliegenden Prinzipien in ihrem Verhalten. Die entsprechenden FET-Schaltungen werden Sourceschaltung, Drainschaltung/Sourcefolger und Gateschaltung genannt, während die dazu analogen Röhrenschaltungen Kathodenbasisschaltung, Kathodenfolger/Anodenbasisschaltung und Gitterbasisschaltung heißen.
Die Schaltungen werden üblicherweise wie im nachfolgenden Bild in der oberen Reihe dargestellt, um die jeweils gemeinsame Elektrode zu verdeutlichen. Die Funktionsweise wird allerdings deutlicher, wenn man die Schaltungen gemäß der unteren Reihe umzeichnet.
Die oben genannte Methode zur Ermittlung der jeweiligen Grundschaltung ist nicht immer streng erfüllt, so dass ein weiteres Kriterium angewendet werden muss: Die Bezeichnung der Grundschaltung erfolgt entsprechend der Elektrode des Transistors, an welcher das gemeinsame Bezugspotential von Ein- und Ausgang liegt. Oder: Die Bezeichnung erfolgt entsprechend dem Anschluss des Transistors, der weder als Eingang noch als Ausgang der Schaltung dient.

## Emitterschaltung
Die Emitterschaltung basiert auf der Grundfunktion des Bipolartransistors: Ein in die Basis fließender Signalwechselstrom ruft einen um den Wechselstromverstärkungsfaktor {\displaystyle \beta } größeren Wechselstrom in dem Kollektor hervor.

Verstärkerstufe in Emitterschaltung mit Arbeitspunktstabilisierung durch Gleichstromgegenkopplung

Rauscharme Emitterschaltung mit Spannungsgegenkopplung (Stromspiegel als Stromquelle)

Die nebenstehende Abbildung zeigt eine Verstärkerstufe für Wechselspannung in Emitterschaltung mit kapazitiv überbrücktem Emitterwiderstand. Mit den Widerständen {\displaystyle R_{1}}, {\displaystyle R_{2}} und {\displaystyle R_{4}}  wird der Arbeitspunkt festgelegt. Dabei dient der Widerstand {\displaystyle R_{4}} zur Arbeitspunktstabilisierung (siehe Abschnitt weiter unten) durch eine Gleichstromgegenkopplung. Die Kondensatoren legen die untere Grenzfrequenz der Schaltung fest. Sie sind dabei so groß, dass sie oberhalb dieser Grenzfrequenz (im Vergleich zu den jeweiligen parallelen Widerständen) für das zu verstärkende Wechselstrom-Nutzsignal als Kurzschluss angesehen werden können. Hierbei ist insbesondere die Parallelschaltung von {\displaystyle C_{3}} und {\displaystyle R_{4}} von Relevanz, die den Emitter wechselstrommäßig an Masse legt. {\displaystyle C_{1}} und {\displaystyle C_{2}} blockieren die Gleichspannungsanteile an Ein- und Ausgang. Der Basisstrom steuert den um den Wechselstromverstärkungsfaktor {\displaystyle \beta } größeren Kollektor-Emitter-Strom.
Der Eingangswiderstand ist relativ klein und entspricht der Parallelschaltung aus {\displaystyle R_{1}}, {\displaystyle R_{2}} und (bei sehr großem {\displaystyle C_{3}}) dem Basis-Emitter-Widerstand {\displaystyle r_{\mathrm {BE} }}. Wird {\displaystyle C_{3}} weggelassen, erhöht sich der Eingangswiderstand, weil dann statt {\displaystyle r_{\mathrm {BE} }} der Widerstand {\displaystyle r_{\mathrm {BE} }+\beta \cdot R_{4}} in die Rechnung eingeht. Der Ausgangswiderstand ist die Parallelschaltung aus dem Arbeitswiderstand {\displaystyle R_{3}} und dem Kollektor-Emitter-Widerstand {\displaystyle r_{\mathrm {CE} }} (dieser ist in der Regel sehr groß gegenüber {\displaystyle R_{3}}). Die Spannungsverstärkung ist bei fehlendem {\displaystyle C_{3}} das Verhältnis von {\displaystyle R_{3}} zu {\displaystyle R_{4}}, ansonsten ist sie vom Transistortyp und der Temperatur abhängig. Der Emitterstrom ist gleich dem Kollektorstrom plus dem Basisstrom.
Nachteilig ist die Reduzierung der oberen Grenzfrequenz durch den Millereffekt. Dieser kann durch eine Kaskode aus zwei Transistoren vermieden werden.
Die zur Emitterschaltung analoge Grundschaltung mit Feldeffekttransistoren wird als Sourceschaltung bezeichnet; die entsprechende Grundschaltung mit Elektronenröhren heißt Kathodenbasisschaltung.

### Dimensionierung der Bauelemente
Die Spannung an {\displaystyle R_{4}} ist näherungsweise der Wert, der sich aus dem Spannungsteiler {\displaystyle R_{1}} und {\displaystyle R_{2}} ergibt abzüglich der Durchlassspannung von ca. 0,5 bis 0,7 V (bei Silizium-Transistoren). {\displaystyle R_{3}} sollte so dimensioniert werden, dass der Spannungsabfall an {\displaystyle R_{3}} ungefähr halb so groß ist wie die Betriebsspannung {\displaystyle U_{\mathrm {cc} }} abzüglich des Spannungsabfalls an {\displaystyle R_{4}}, weil dann beide Halbwellen ihren maximalen Wert erreichen können.
Die Schaltung im Bild besitzt keine Wechselstrom-Gegenkopplung und verzerrt deshalb das Signal. Das lässt sich durch einen Widerstand {\displaystyle R_{GK}} in Reihe zu {\displaystyle C_{3}} deutlich verbessern. Allerdings sinkt dadurch auch die Verstärkung auf näherungsweise {\displaystyle {\frac {R_{3}}{R_{GK}}}}.

### Eigenschaften
- invertierend
- Stromverstärkung: hoch (101...103)

Verstärker in Basisschaltung

- Spannungsverstärkung: hoch (101...103)
- Leistungsverstärkung: sehr hoch (102...106), etwa Spannungsverstärkung × Stromverstärkung
- Eingangswiderstand: mittel (500 Ω–2 kΩ)
- Ausgangswiderstand: mittel (50 Ω–100 kΩ, etwas kleiner als der Arbeitswiderstand R3)
- verzerrungsarme Verstärkung nur für sehr kleine Eingangsspannungen: wenn C3 vorhanden in der Größenordnung von µV bis max. einige mV, ansonsten abhängig vom Verhältnis {\displaystyle {\tfrac {R_{3}}{R_{4}}}}

### Einsatzgebiete
Die Emitterschaltung wird in vielen Bereichen der Elektronik eingesetzt, zum Beispiel in Kleinsignal-Verstärkern und elektronischen Schaltern. Sie ist die mit Abstand am häufigsten anzutreffende der drei Grundschaltungen.

### Stabilisierung des Arbeitspunktes

Gleichspannungsgegenkopplung

Die Art der Stabilisierung des Arbeitspunktes ist von der Transistorgrundschaltung prinzipiell unabhängig. Man unterscheidet folgende Stabilisierungsschaltungen:
- Stabilisierung durch Emitterwiderstand beziehungsweise Gleichstromgegenkopplung (siehe Abbildung „Gleichstromgegenkopplung“)
Der Transistor erwärmt sich im Betrieb, dadurch wird er leitender und es fließt ein größerer Kollektorstrom. Der größere Kollektorstrom bewirkt einen größeren Spannungsabfall am Emitterwiderstand {\displaystyle R_{4}}. Die Basis-Emitterspannung nimmt ab und der Transistor sperrt mehr.
- Gleichspannungsgegenkopplung (siehe nebenstehende Abbildung)
Bei Zunahme des Kollektorstromes durch Eigenerwärmung des Transistors fällt mehr Spannung am Widerstand {\displaystyle R_{\mathrm {c} }} ab. Dadurch werden die Basis-Emitterspannung und die Kollektor-Emitterspannung kleiner. Der Transistor sperrt mehr und der Kollektorstrom wird kleiner.

## Kollektorschaltung (Emitterfolger)

Verstärker in Kollektorschaltung

Für die vergleichbare Common-Drain-Schaltung des Feldeffekttransistors siehe Feldeffekttransistor#Grundschaltungen
Die versorgende Spannungsquelle soll für das Signal keinen Widerstand besitzen (gegebenenfalls einen Kondensator parallel schalten), daher ist der Kollektor auf einem konstanten Spannungsniveau. In der Schaltung fließt ein kleiner Basis-Emitter-Strom und steuert einen größeren Kollektor-Emitter-Strom. Dieser wird vom Arbeitswiderstand {\displaystyle R_{3}} bestimmt; an ihm liegt eine Spannung {\displaystyle U_{\mathrm {a} }=U_{\mathrm {e} }-U_{\mathrm {be} }} mit der Eingangsspannung {\displaystyle U_{\mathrm {e} }} und der Basis-Emitter-Spannung {\displaystyle U_{\mathrm {be} }} von circa 0,7 V.

Kollektorschaltung als idealer Transistor durch Impedanzwandler per Operationsverstärker, kann ebenso als verstärkter Spannungsfolger (Emitterfolger) gesehen werden und ist die Grundschaltung linearer Spannungsregler: U_{e}=U_{a}

Die Ausgangsspannung am Emitter folgt daher annähernd der Eingangsspannung, weshalb man auch von einer Emitterfolgerschaltung spricht. Da der Strom durch den Arbeitswiderstand am Eingang um den Faktor der Stromverstärkung verringert erscheint, ist die Eingangsimpedanz einer Emitterfolgerschaltung sehr hoch, die Spannungsverstärkung ist etwa 1. Das macht die Schaltung zu einem Impedanzwandler.
Die dazu analoge Grundschaltung mit Feldeffekttransistoren wird als Drainschaltung bzw. Sourcefolger bezeichnet; die entsprechende Grundschaltung mit Elektronenröhren heißt Kathodenfolger oder Anodenbasisschaltung.

### Dimensionierung der Bauelemente
Die Spannung an {\displaystyle R_{3}} sollte recht genau halb so groß sein wie die Betriebsspannung {\displaystyle U_{\mathrm {cc} }}, weil dann beide Halbwellen ihren maximalen Wert erreichen können. Das erreicht man, wenn {\displaystyle R_{1}} und {\displaystyle R_{2}} gleich groß sind.

### Eigenschaften
- nicht-invertierend
- Spannungsverstärkung: knapp unter 1
- Stromverstärkung: hoch (101...103)
- Leistungsverstärkung: knapp gleich der Stromverstärkung
- Eingangswiderstand: hoch (Lastwiderstand × Stromverstärkung)
- Ausgangswiderstand: klein (Quellwiderstand / Stromverstärkung)
- verzerrungsarme Übertragung für Eingangsspannungen bis zur Versorgungsspannung

### Einsatzgebiete
Impedanzwandler, z. B. für Kristall-Tonabnehmer und Piezo-Schallaufnehmer, in Kondensator- und Elektret-Mikrofonen, als Vorstufe der Darlington-Schaltung (hier ist die Last die Basis der Ausgangsstufe) und vieler Audioverstärker-Endstufen.

## Basisschaltung
Sie entspricht der Emitterschaltung, jedoch liegt die Basis auf Masse oder einer konstanten Spannung und der Emitter-Strom muss auch durch die Signalquelle fließen. Das führt zu einer Stromverstärkung von 1. Der Eingangswiderstand ist sehr klein, da der gesamte Laststrom sowie der Basisstrom von der Quelle aufgebracht werden muss. Der Ausgangswiderstand und die Spannungsverstärkung entsprechen jeweils denen der Emitterschaltung.
Die dazu analoge Grundschaltung mit Feldeffekttransistoren wird als Gateschaltung bezeichnet; die entsprechende Grundschaltung mit Elektronenröhren heißt Gitterbasisschaltung.

### Eigenschaften
- nicht-invertierend
- Stromverstärkung: knapp unter 1
- Spannungsverstärkung: hoch (101...103)
- Leistungsverstärkung: etwa Spannungsverstärkung
- Spannungsverstärkung: 5 % bis 10 % größer als bei der Emitterschaltung
- Eingangswiderstand: klein (1–100 Ω)
- Ausgangswiderstand: hoch (entspricht etwa dem Kollektorwiderstand)
- hohe Grenzfrequenz durch geringere Rückwirkung der Ausgangsspannung auf die Steuerelektrode (Basis liegt auf Masse!)
- verzerrungsarme Verstärkung für Eingangsspannungen bis zu etwa 10 % der Versorgungsspannung

### Einsatzgebiete
- HF-Stufen
- HF-Oszillatoren ab ca. 50 MHz

## Kombinationen
Durch Kombinationen der Grundschaltungen ergeben sich folgende Schaltungen:
- Parallelschaltung: mehrere Transistoren sind parallelgeschaltet, bei Bipolartransistoren benötigt jedoch jeder einen eigenen Emitterwiderstand, um die gleichmäßige Stromaufteilung sicherzustellen (nicht erforderlich bei MOSFET und IGBT)
- Kaskadenschaltung; Reihenschaltung mehrerer Transistoren in Emitterschaltung, die Sperrspannungen addieren sich, jeder Transistor benötigt eine eigene, potentialgetrennte Basisansteuerung
- Kaskode: Eine Emitterschaltung (unten) mit darüberliegender Basisschaltung ergibt einen Kaskodenverstärker, bei dem der Eingangswiderstand niedrig und der Ausgangswiderstand sehr hoch ist. Diese Schaltung hat besonders geringe Rückwirkungen und ist deshalb für HF-Anwendungen geeignet.
- Transistor-Transistor-Logik-Inverter: Basisschaltung mit darauffolgender Emitterschaltung.
- Darlington-Schaltung: Zwei Transistoren in Kollektorschaltung hintereinander; die Basis des zweiten ist die Last des ersten, sie teilen sich die Spannung zwischen Basis 1 und Emitter 2. Die Darlington-Schaltung kann wie ein einziger Transistor mit hoher Stromverstärkung angesehen werden, es werden auch integrierte Darlington-Schaltungen, Darlington-Transistoren genannt, gefertigt.
- Thyristor-Schaltung, Multivibrator: Zwei Emitterschaltungen mit Rückkopplung.
- Schmitt-Trigger: Zwei Transistoren in Kollektorschaltung, aber mit einem gemeinsamen Emitterwiderstand.

In den Ausgangsstufen der TTL-Technik werden zwei Transistoren in einer Halbbrückenanordnung betrieben, der untere in Emitter-, der obere in Kollektorschaltung.
Beim Stromspiegel arbeitet der zweite Transistor in Emitterschaltung, der erste stellt die Spannung an der Basis des zweiten bereit, so dass dessen Kollektorstrom dem Eingangsstrom gleicht; Einsatz als steuerbare Stromquelle.
Beim Differenz-Eingang, z. B. eines Operationsverstärkers, wirkt jeder der beiden Eingänge als Emitterschaltung (invertierend) auf die ihm zugeordnete nächste Stufe, jedoch als Folge aus Kollektorschaltung und Basisschaltung auf den anderen Ausgang.